# Finno-Américains
Les Finno-Américains sont les Américains ayant en partie ou en totalité une ascendance finlandaise.
Selon l'American Community Survey, pour la période 2011-2015, 641 215 personnes se déclarent avoir des ancêtres finlandais.
Lors du recensement fédéral de 2010, 695 296 personnes soit 0,23% de la population américaine déclare avoir partiellement ou pleinement des origines finlandaises.

## Histoire de l’immigration finlandaise
Si les tout premiers colons d’origine finlandaise, dont des Skogfinns, se retrouvent dès 1638, parmi les colons de la Nouvelle-Suède, le long de la Delaware, avec notamment à leur tête l’amiral Clas Fleming, né en Finlande propre, l’immigration massive en provenance du Grand-duché de Finlande ne commence qu’à la fin du XIXe siècle.
L’immigration finlandaise aux États-Unis est notamment liée à deux causes majeures : la répression croissante du régime tsariste au sein du Grand-duché et le besoin de travailleurs dans une économie américaine en forte croissance.
Le pic d’arrivées correspond à 1902, où débarquent 23 152 Finlandais. Le nombre total peut être évalué à 400 000 Finlandais en 1920, un chiffre qui comprend les enfants nés aux États-Unis.
La cause première doit être recherchée dans le manifeste de février en 1899 et la loi russe sur la conscription de 1901, qui a rencontré une forte résistance populaire dans le Grand-duché.
Environ 20 % de ces Finlandais finirent par rentrer au pays, dont une bonne partie, 10 000 environ en Carélie soviétique.
Les régions d’origine de ces immigrants étaient surtout les régions appauvries d’Ostrobotnie. D’autres venaient de Savonie du Nord et de la vallée de la Torne. La plupart embarquent à Hanko.
Les principales régions de destination ont été les suivantes :
- en Nouvelle-Angleterre, New York constitue le point d’arrivée principal mais des villes comme  Fitchburg et Worcester, dans le Massachusetts, ou encore Monessen, en Pennsylvanie, attirent des milliers d’arrivants, urbains ou ruraux.
- le Upper Midwest, en raison des ressemblances avec le climat en Finlande, est également un lieu de prédilection. La région est rapidement baptisée Finn Hook, région qui comprend la plus grande proportion d'Américains avec des origines finlandaises encore aujourd’hui. Elle inclut le nord-est du Minnesota, le nord du Wisconsin, et la Péninsule supérieure du Michigan. Dans cette partie du Michigan, l'origine finlandaise peut même constituer la majorité des ancêtres de la population.
- d’autres localités sont également concernées comme Aberdeen dans l'État de Washington et Astoria dans l'Oregon, dans le nord-est des États-Unis.

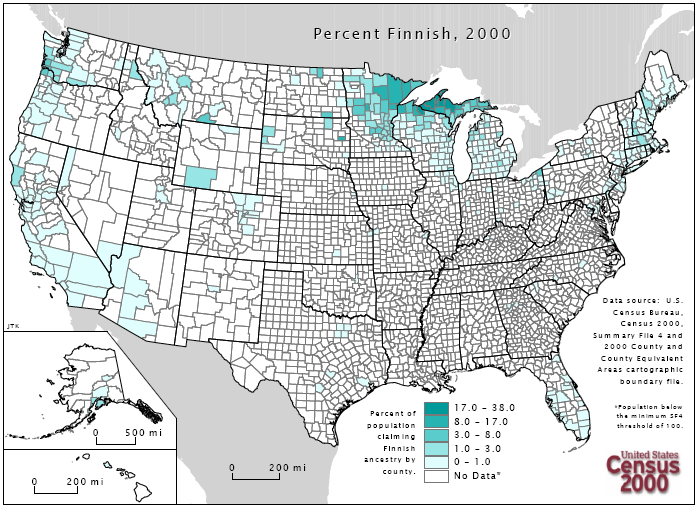
Implantation des personnes d'origine finlandaise lors du recensement fédéral de 2000

Cette immigration a donné lieu à une forte ascendance finlandaise surtout dans le Upper Midwest, dans des villes comme Duluth dans le nord du Minnesota et à Détroit. L’université Finlandia est située à Hancock dans la Péninsule supérieure du Michigan. Certaines localités ont même été nommées d’après des villes en Finlande comme Savo (en) dans le Dakota du Sud, ou Oulu dans le Wisconsin.

## Quelques Finno-Américains

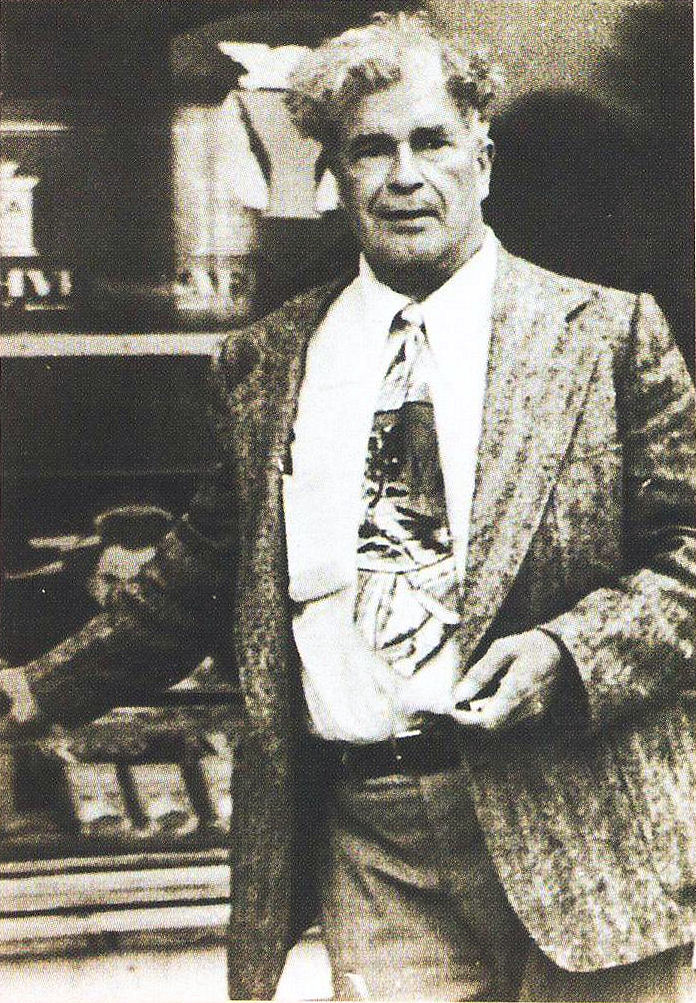
Hiski Salomaa.

- Reino Aarnio (1912-1988), architecte
- Arno Rafael Minkkinen (né en 1945 à Helsinki), photographe
- Jaco Pastorius (1951-1987), bassiste de jazz, sa mère était finno-américaine
- Eero Saarinen (1910-1961), architecte et designer
- Hiski Salomaa (1891-1957), auteur-compositeur-interprète
- Carl Alvar Wirtanen (1910-1990), astronome
- Oskari Tokoi (1873-1963), homme politique finlandais, réfugié aux États-Unis
- Linus Torvalds (né en 1969), informaticien, créateur du noyau Linux
- August Wesley (1887-19??), chef des Gardes rouges finlandais. Émigré aux États-Unis durant son adolescence, il était retourné en Finlande lors de la guerre civile finlandaise
- Charles Wuorinen (1938-2020), compositeur
- Verner Lehtimäki (1890-1938), militaire, pilote et ingénieur aéronautique, émigra aux Etats-Unis à la vingtaine puis retourna en Russie et en Finlande, membre des Gardes rouges et commandant la Légion de Mourmansk
- Aarne Orjatsalo  (1883-1941), acteur, écrivain et militaire finlandais
- Gus Hall (1910-2000), principal dirigeant du Parti communiste des USA et donc principale figure du stalinisme aux États-Unis durant toute la Guerre froide